# Sairul Amar Ayob
Sairul Amar Ayob (* 10. September 1980 in Kangar) ist ein malaysischer Badmintonspieler.

## Karriere
Sairul Amar Ayob gewann 2002 die Australian Open. 2005 siegte er bei den New Zealand Open und den Dutch Open. 2008 belegte er sowohl bei den Australian Open als auch bei den New Zealand Open Platz zwei.

## Erfolge
| Saison | Veranstaltung                   | Disziplin    | Platz | Name             |
| ------ | ------------------------------- | ------------ | ----- | ---------------- |
| 1999   | Singapur International          | Herreneinzel | 1     | Sairul Amar Ayob |
| 2002   | Australian Open                 | Herreneinzel | 1     | Sairul Amar Ayob |
| 2002   | Indonesia Open                  | Herreneinzel | 5     | Sairul Amar Ayob |
| 2004   | Auckland International          | Herreneinzel | 1     | Sairul Amar Ayob |
| 2004   | Western Australia International | Herreneinzel | 1     | Sairul Amar Ayob |
| 2004   | Ballarat International          | Herreneinzel | 1     | Sairul Amar Ayob |
| 2005   | New Zealand Open                | Herreneinzel | 1     | Sairul Amar Ayob |
| 2006   | Dutch Open                      | Herreneinzel | 1     | Sairul Amar Ayob |
| 2008   | Australian Open                 | Herreneinzel | 2     | Sairul Amar Ayob |
| 2008   | New Zealand Open                | Herreneinzel | 2     | Sairul Amar Ayob |